# Skyclad (kapela)
Skyclad je britská heavy metalová kapela, jejíž hudba je výrazně ovlivněná folkem. Je považována za jednoho ze zakladatelů folk metalu.

## Biografie
Kapela byla založena roku 1990 bývalým zpěvákem Sabbatu Martinem Walkyierem a kytaristou kapel Satan a Pariah Stevem Ramseyem poté, kdy Walkyier opustil Sabbat kvůli neshodám s kytaristou Andy Sneapem ohledně zaměření jejich textů. Jejich cílem bylo dát dohromady „ultimátní pohanskou metalovou kapelu“ (původní nápady týkající se kapely zahrnovaly takové výstřelky jako oblečení ve stylu Robina Hooda, od nichž bylo brzy upuštěno.) Po přibrání dalšího ex-člena Pariah, baskytaristy Graema Englische a bubeníka Keitha Baxtera podepsali smlouvu s německou nahrávací společností Noise International a nahráli a v roce 1991 vydali album Wayward Sons of Mother Earth.
Po turné s kapelou Overkill angažovali Frithu Jenkinsovou jako hráčku na housle a klávesy a druhého kytaristu v osobě Davea Pugha, což umožnilo více folkový sound na jejich následující nahrávce A Burnt Offering for the Bone Idol (1992). Rané období kapely bylo velmi plodné, což dokazují alba Jonah's Ark následující v roce 1993 a Prince of the Poverty Line o rok později, v roce 1994 s Cath Howellovou místo Frithy Jenkinsové. Ta byla vzápětí nahrazena George Biddleovou roku 1995 na albu The Silent Whales of Lunar Sea, po jehož vydání opustili kapelu Baxter a Pugh. Protože kapela nemohla jezdit na turné, nahrála a vydala během roku alba Irrational Anthems a Oui Avant-Garde a Chance, obě se studiovými bubeníky. The Answer Machine? následovalo v roce 1997, pořád bez stálého bubeníka, ale v roce 1998 byli přijati bubeník Jay Graham a kytarista Kevin "Riddler the Fiddler" Ridley (který byl předtím producentem kapely a zpěvákem a kytaristou v punkové kapele Forgodsake), aby nahráli album Vintage Whine vydané 1999.
Sestava zůstala stejná na albu Folkémon, nahraném roku 2000, ale zakládající člen Walkyier opustil kapelu v roce 2001. Uváděl různé důvody, jako finanční potíže nebo neochotu kapely k turné po jižní Americe vzhledem k otázkám bezpečnosti, ačkoli ostatní členové kapely poznamenali, že jeho poněkud zatrpklá povaha byla jedním z faktorů, které nejvíce přispěly k nestabilitě sestavy. Walkyier poté založil The Clan Destined. Pro mnoho fanoušků byly Walkyierovy texty a způsob podání jedním z hlavních lákadel kapely, a panovaly obavy, že jeho odchod způsobí rozpad kapely. Po nahrazení bubeníka Jaye Grahama (který odešel krátce po Walkyierovi) a přesunutí Kevina Ridleyho k mikrofonu se kapela vrhla do nahrávání aby tyto obavy vyvrátila albem No Daylights... Nor Heel Taps vydaným v roce 2002, které obsahovalo studiové nahrávky „irských hospodských verzí“ klasických skladeb Skyclad hraných novou sestavou, po kterém následoval singl z roku 2001 „Swords of a Thousand Men“. Titulní píseň singlu, předělávka písně od kapely Tenpole Tudor, se objevila také na limitované edici alba Folkémon jako bonus track, ač v odlišné verzi. Singl obsahoval dvě nahrávky této písně, jednu odzpívanou Kevinem Ridleym, a jednu s hostujícím zpěvákem Ten Pole Tudor Edwardem Tudor-Polem. Vydání singlu a alba bylo provázeno turné 'The Same… But Different', největším jaké Skyclad podnikli za mnoho let. Ještě v roce 2001 kapela vydala Another Fine Mess obsahující živé nahrávky z roku 1995 a obsah EP Outrageous Fourtunes.
Roku 2004 vydaná A Semblance of Normality představuje první nový po-Walkyierovský materiál (existovaly spory mezi Walkyierem a ostatními členy ohledně práv k jeho textům a ohledně vydávání písní, na nichž se podílel jako zpěvák) a svým laděním se nese v podobném duchu jako předchozí nahrávky díky Ridleyho zřejmé snaze sledovat v textech podobná témata a styl jako Walkyier za zachování vlastní identity. Album bylo nejspíše jejich do té doby nejšířeji přijatým albem, pravděpodobně díky lepší distribuci a reklamě, a vysloužilo si chválu kritiky, zejména v anglicky hovořícím světě, kde je kapela ironií osudu (jejich vynalézavé slovní hříčky, vyskytující se v názvech a textech, jsou hodně zaměřeny na rodilé mluvčí) téměř neznámá. Každopádně v jižní Americe a kontinentální Evropě jsou nesmírně populární už mnoho let, především pak v Německu a Řecku.
Poslední nahrávkou Skyclad je EP Jig-a-Jig, které si kapela vydává sama. Na novém albu kapela pracuje, ale není jisté zda bude vydáno v listopadu 2006, jak bylo v plánu, protože label Black Lotus Records, se kterým Skyclad podepsali smlouvu počátkem roku 2006 ukončil činnost jen několik měsíců poté.
Název kapely je převzat z wiccy, kde znamená rituální nahotu – účastníci obřadu jsou doslovně „oděni pouze oblohou“ („clad only by the sky“) na znamení rovnosti. Jméno odkazuje jednak na náboženské sklony kapely, jednak na jejich sociální názory, jak je vyjádřeno v písni „Skyclad“ z jejich prvního alba.

## Náměty písní
Skyclad by mohli být definováni jako protestní kapela. Jejich texty jsou věnovány především problémům a tématům z okolního světa (stejně jako více osobním tématům, především když texty psal Walkyier) jako je chudoba, drogy, environmentalismus, politika, úpadek ve městech, pohanství, společnost nebo komerce. Jejich texty jsou spíše levicově orientované, se silným příklonem k pracujícím, kapela není v žádném případě liberální. Písně "Men of Straw" a "Catherine at the Wheel" (mezi jinými) ukazují nekompromisní názor nulové tolerance ke zneužívání dětí. Některé Walkyierovy texty jsou hořkou milostnou lyrikou ("You lost my memory") nebo vyjadřují fascinaci sexuálně dravými ženami ("My Mother in Darkness", "Polkageist!", "Little Miss Take").
Kapela je proslulá ukrýváním skrytých významů v narážkách a slovních hříčkách ("Bombjour!", "Vintage Whine"), přestože Ridley od toho na pozdějších albech zčásti upouští a upřednostňuje poněkud přímočařejší styl.

## Hudba
První album Skyclad se neslo v duchu thrash metalu s částečným folkovým vlivem, zejména v některých písních. Přestože na první pohled připomíná jejich styl prostou kombinaci předchozích hudebních projektů jednotlivých členů, při bližším pohledu nalezneme specifické rysy v instrumentálním podání i ve Walkyierově přirozenějším zpěvu (v protikladu k jeho nosovému vrčení, charakteristickému pro jeho angažmá v Sabbat. Přidání houslí a kláves umožnilo Skyclad stát se postupně stále více folkem ovlivněnou kapelou. Dalším velkým posunem byl odklon od thrash metalu jakožto hlavního vlivu ve prospěch stylu mnohem více připomínajícího hard rockové a heavy metalové kapely působící před Novou britskou vlnou heavy metalu jako Jethro Tull, Uriah Heep a Thin Lizzy. Hudební styl kapely začal více kolísat s novějšími nahrávkami: Outrageous Fourtunes a No Daylights… Nor Heeltaps jsou plně akustické, téměř pokládané za tradiční britskou folkovou hudbu, zatímco Folkémon a A Semblance of Normality jsou mnohem rockovější než alba, která jim bezprostředně předcházela.
Zajímavou součástí mnoha alb Skyclad jsou krátké skladby, často intra či outra, které si pohrávají s různými hudebními styly či nástroji. Ty zahrnují mluvené slovo (jako 'Tunnel Visionaries', která paroduje slavný úvodní odstavec Války světů), a skladby používající nástroje jako dudy, trubka a bodhrán které kapela obvykle nemá ve svém repertoáru.

## Diskografie

### Alba
- The Wayward Sons of Mother Earth – studiové album 1991
- A Burnt Offering for the Bone Idol – studiové album 1992
- Jonah's Ark – studiové album 1993
- Prince of the Poverty Line – studiové album 1994
- The Silent Whales of Lunar Sea – studiové album 1995
- Irrational Anthems studiové – album 1996
- Oui Avant-Garde a Chance – studiové album 1996
- The Answer Machine? – studiové album 1997
- Vintage Whine – studiové album 1999
- Folkémon – studiové album 2000
- A Semblance of Normality – studiové album 2004
- In the... All Together 2009

### Kompilace a živáky
- Old Rope – kompilace 1996
- History Lessens – kompilace 2001
- Another Fine Mess – živák 2001
- Poetic Wisdom – kompilace (limitovaná edice k řeckému turné) 2001
- No Daylights... Nor Heel Taps – kompilace(nové aranžmá) 2002
- Live at the Dynamo – kompilace/živák 2002

### Singly a EP
- "Tracks from the Wilderness" – EP 1992
- "Thinking Allowed?" – Singl 1993
- "Outrageous Fourtunes" – Limitovaná edice EP 1998
- "Classix Shape" – Limitovaná edice EP 1999
- "Swords of a Thousand Men" – Singl 2001
- "Jig-a-Jig" – Limitovaná edice EP 2006

## Sestava
- Steve Ramsey (kytara) od r. 1990 (Rovněž v: Satan, Pariah, Blind Fury)
- Graeme „Bean“ English (baskytara) od r. 1990 (rovněž v: Satan, Pariah, Blind Fury)
- Georgina Biddle (housle) od r. 1994
- Kevin Ridley (zpěv od r. 2001, kytara od r. 1998, producent od r. 1990)
- Arron Walton (bicí) od r. 2001

### Bývalí členové
- Jay Graham (bicí) 1998-2001
- Martin Walkyier (zpěv, texty) 1990-2000 (Rovněž v: The Clan Destined, ex-Sabbat)
- Nick Acons (kytara, housle) 1997
- John Leonard (flétna, mandolína, …) 1997
- Mitch Oldham (bicí) 1997
- Dave Moore (kytara) 1996 (Ex-Velvet Viper)
- Paul A.T. Kinson (bicí) 1996
- Paul Smith (bicí) 1996
- Dave Ray (kytara) 1995
- Jed Dawkins (bicí) 1995
- Keith Baxter (bicí) 1990-1995
- Dave Pugh (kytara) 1991-1995
- Fritha Jenkins (housle) 1991-1993
- Cath Howell (housle) 1993-1994
- Danny Porter (kytara) 1991